# Szalki-sziget
Szalki-sziget är en halvö i Ungern, ursprungligen en ö.   Den ligger i provinsen Fejér, i den centrala delen av landet, 60 km söder om huvudstaden Budapest.